# Geroda, Bad Kissingen
Geroda é um município da Alemanha, no distrito de Bad Kissingen, na região administrativa da Baixa Francónia, no estado da Baviera.